# Contea di Frederick (Maryland)
La contea di Frederick (in inglese: Frederick County) è una contea dello Stato del Maryland, negli Stati Uniti. La popolazione al censimento del 2000 era di 195 277 abitanti. Il capoluogo di contea è Frederick. È la contea più grande dello Stato per superficie.

## Geografia
La contea si trova tra la regione del Piedmont e gli Appalachi. Al centro da nord a sud si estende la valle del fiume Monocacy. Il confine con la Virginia è costituito dal fiume Potomac e a ovest si trova una parte degli Appalachi, chiamata Blue Ridge Mountains.
Nel Catoctin Mountain Park si trovano Camp David, una delle residenze del presidente degli Stati Uniti d'America, e Fort Detrick, una base militare americana.

### Contee confinanti
- Contea di Adams (Pennsylvania) - nord
- Contea di Carroll - est
- Contea di Montgomery - sud
- Contea di Loudoun (Virginia) - sud-ovest
- Contea di Washington - ovest
- Contea di Franklin (Pennsylvania) - nord-ovest

## Storia
La contea fu creata nel 1748 da porzioni delle contee di Baltimora e Prince George. Probabilmente fu chiamata così in onore di Frederick Calvert, VI e ultimo barone di Baltimora.

## Comuni

### Cities
- Brunswick
- Frederick (capoluogo)

### Towns
- Burkittsville
- Emmitsburg
- Middletown
- Mount Airy
- Myersville
- New Market
- Thurmont
- Walkersville
- Woodsboro

### Villages
- Rosemont